# Mörtsjön (Stora Tuna socken, Dalarna, 668805-146955)
Mörtsjön är en sjö i Borlänge kommun i Dalarna och ingår i Dalälvens huvudavrinningsområde.